# Мој мали пони: Нова генерација
Мој мали пони: Нова генерација (енгл. My Little Pony: A New Generation) је рачунарски-анимирани фантастично-хумористички филм из 2021. године, редитеља Роберта Калена и Хосе Уче, са продуцентима Сесил Крамер и Питером Левисом. Заснован на линији играчака Мој мали пони Hasbro-а, филм представља почетак пете инкарнације франшизе, истовремено служећи и као директан наставак четврте инкарнације. Филм је продуцирао Entertainment One, а анимирао га је Boulder Media.
Филм је првобитно требало да буде биоскопски издат путем дистрибутера Paramount Pictures-а, али је због пандемије ковида 19 реализован 24. септембра 2021. године на Netflix-у. Српска синхронизација филма биће премијерно приказана 27. августа на каналу Декси ТВ-у. Синхронизацију је радио студио Облакодер.

## Синопсис
Постављен годинама након догађаја из серије Мој мали пони: Пријатељство је чаролија, филм ће се фокусирати на земаљског понија Сани Старскаут, изопштеницу и младу активисткињу која још увек види наду у Еквестрији где су учења Твајлајт Спаркл о пријатељству и хармонији замењена паранојом и неповерењем, и где све три врсте понија живе одвојено једна од друге. Међутим, када упозна изгубљеног једнорога по имену Изи, њих две крећу у авантуру која укључује музику, пљачку драгуља, теорије завере и „најслађег летећег померанца на свету” док путују у нове земље суочени са својим страховима и претварајући непријатеље у пријатељи.

## Гласове улоге
| Улога            | Оригинални глас     | Српски глас        |
| ---------------- | ------------------- | ------------------ |
| Сани Старскаут   | Ванеса Хаџенс       | Ивона Рамбосек     |
| Изи Мунбоу       | Кимико Глен         | Ђурђина Радић      |
| Хич Трејлблејзер | Џејмс Марсден       | Стеван Здравић     |
| Пип Петалс       | Софија Карсон       | Сања Симић         |
| Зип Сторм        | Лајза Коши          | Ђурђина Радић      |
| Филис            | Елизабет Перкинс    | Нађа Маршићевић    |
| краљица Хејвен   | Џејн Краковски      | Марија Жеравица    |
| Спраут           | Кен Џонг            | Матеја Вукашиновић |
| Алфабитл         | Фил Ламар           | Душко Премовић     |
| Аргајл           | Мајкл Макин         | Даниел Сич         |
| Гром             | Артуро А. Хернандез | Славиша Репац      |
| Тутс             | Артуро А. Хернандез | Славиша Репац      |
| Скај Силвер      | Вил Фридл           | Славиша Репац      |

## Наставци
Након отказивања биоскопског издања филма, Hasbro и Netflix касније су најавили да ће рачунарски-анимирана стриминг телевизијска серија, као и специјал од 44 минута, такође бити издати на стриминг услузи, након филма. Серија ће се фокусирати на авантуре Сани Старскаут и њених пријатеља након догађаја приказаних у филму. Оригинални садржај направљен за YouTube биће издат 2022. и 2023. године.